# Błona dziewicza

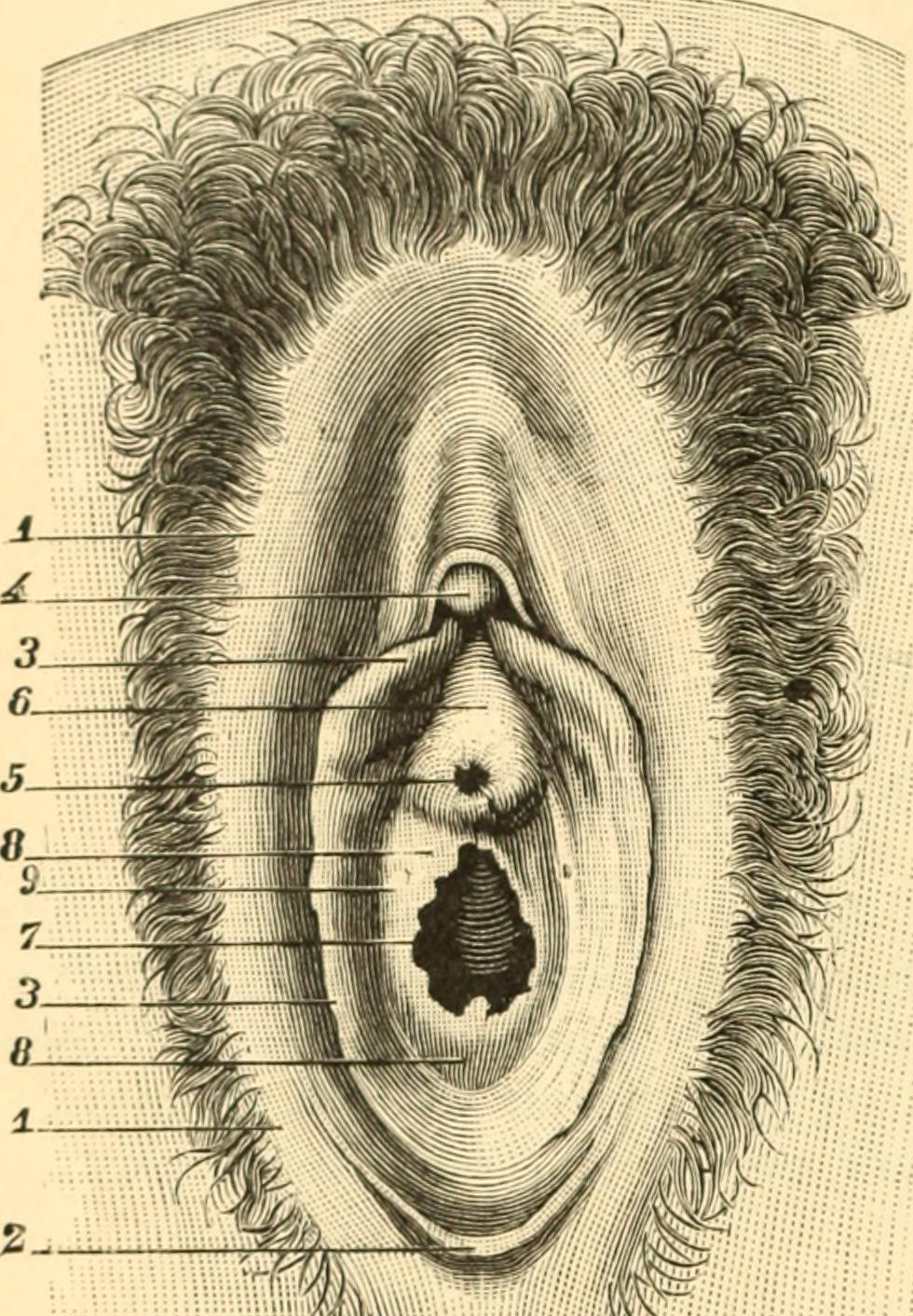
Rycina z podręcznika The science and art of midwifery (1897), błona dziewicza oznaczona numerem 8

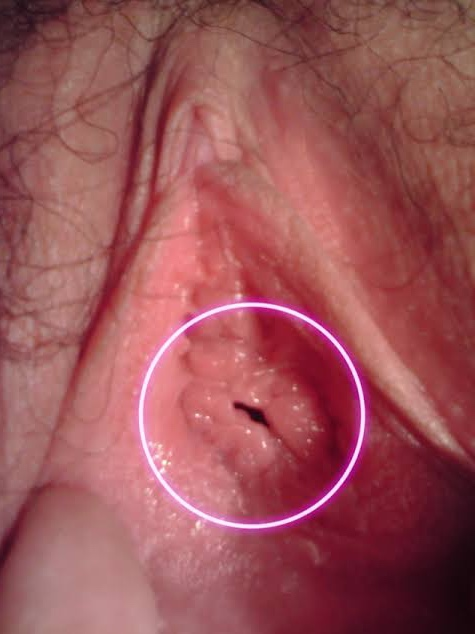
Błona dziewicza

Błona dziewicza (fr. hymen, gr. ὑμήν (humḗn)) – zazwyczaj cienki i elastyczny fałd błony śluzowej, który ogranicza wejście do pochwy.
U dzieci powszechnie występuje błona dziewicza w kształcie półksiężyca, jednak dopuszcza się wiele jej kształtów. Podczas dojrzewania estrogen powoduje, że błona dziewicza zmienia swój wygląd i staje się bardzo elastyczna. Prawidłowe warianty błony dziewiczej w okresie po pokwitaniu obejmują zakres od cienkiej i rozciągliwej do grubej i nieco sztywnej; może też nie występować w ogóle.
Błona dziewicza może ulec uszkodzeniu podczas pierwszego stosunku seksualnego z penetracją, co zwykle powoduje ból, a niekiedy łagodne, przejściowe krwawienie lub plamienie. Poszczególne źródła nie są zgodne co do tego, jak powszechne jest pęknięcie błony dziewiczej lub krwawienie po pierwszym stosunku. Stan błony dziewiczej nie jest wiarygodnym wskaźnikiem dziewictwa, chociaż w niektórych kulturach nadal jest za taki uważany i wciąż przeprowadza się tzw. testy dziewictwa. Drobne urazy błony dziewiczej mogą się zagoić bez widocznych oznak wcześniejszego urazu. Rozdarta błona dziewicza może zostać chirurgicznie zrekonstruowana w procedurze określanej jako hymenoplastyka.

## Rozwój i histologia
Znajduje się na granicy pochwy i przedsionka, na głębokości 1–1,5 cm. Na różnych etapach rozwoju kobiety błona dziewicza wygląda różnie. Tuż po wykształceniu się, jeszcze w łonie matki, błona dziewicza szczelnie zasklepia wejście do pochwy. Następnie jednak wykształca się w niej otwór (rzadziej – kilka otworów), który powiększa się w okresie dziecięcym i dojrzewania. Błona dziewicza powstaje mniej więcej w piątym miesiącu życia płodowego i rodzi się z nią zdecydowana większość dziewczynek. Aczkolwiek zdarza się, iż wytwarza się błona dziewicza w sposób niepełny, a w incydentalnych sytuacjach nie występuje w ogóle.

### Funkcje
Błona dziewicza przez część naukowców postrzegana bywa jako rodzaj naturalnej zapory chroniącej wnętrze pochwy przed drobnoustrojami, jednak ze względu na względnie szeroki otwór, w który błona dziewicza jest wyposażona, tego typu teorie wydają się nietrafione. Częściej więc zwykło się uważać, iż błona dziewicza nie spełnia żadnej roli, będąc co najwyżej pozostałością po życiu płodowym, lub też wspomnieniem nieznanych funkcji, które pełnić miała we wcześniejszych stadiach ewolucji człowieka.

## Wariancje w anatomii

Różne rodzaje błony dziewiczej

Błona dziewicza zwykle występuje w różnych odmianach, od cienkiej i elastycznej do grubej i dość sztywnej; może też być całkowicie nieobecna.
Ze względu na kształt otworu znajdującego się w błonie dziewiczej wyróżnia się kilka jej rodzajów, między innymi:
- pierścieniowata (hymen annularis)
- półksiężycowata (hymen semilunaris)[a]
- wargowata (hymen labiiformis)
- strzępiasta (hymen fimbriatus)[b]
- sitowata (hymen cribriformis)
- z przegrodą (hymen septus)
- zrośnięta (hymen imperforatus)[c]

Po defloracji może także przybrać postać strzępek (caranculae hymenales).
Najczęściej ma ona kształt pierścieniowaty lub półksiężycowaty (ok. 80% noworodków płci żeńskiej), rzadziej strzępiasty (ok. 19%). Zróżnicowanie w budowie żeńskiego układu rozrodczego może wynikać z agenezji lub hipoplazji i innych defektów, powodując różne komplikacje.

### Błona dziewicza półksiężycowata i pierścieniowata
U większości kobiet występuje błona dziewicza półksiężycowata. Tego typu błona dziewicza przypomina nieregularny okrąg, albo wręcz półokrąg. Fałd śluzówki nie jest szczególnie okazały, zaś znajdujący się wewnątrz otwór jest relatywnie duży.
Podobnie rzecz wygląda w przypadku, gdy błona dziewicza ma kształt brzeżny (pierścieniowaty) – w tym przypadku śluzówka otacza wprawdzie całe wejście do pochwy, jednakże zamykając je tylko w niewielkim stopniu.

### Zrośnięta błona dziewicza
Brak otworu w błonie dziewiczej; jeśli nie doszło do jego samoistnej korekty w okresie dojrzewania, wymaga drobnej operacji, aby umożliwić wydostawanie się płynów menstruacyjnych. Występuje u 1–2 na 1000 niemowląt. U tych noworodków może czasami występować ostre zatrzymanie moczu.

### Inne rodzaje
Innym przypadkiem jest błona dziewicza perforowana oraz sitkowa. Obie stanowią zwartą powłokę zamykającą pochwę, posiadają jednak liczne mniejsze otwory, które umożliwiają odpływ krwi menstruacyjnej.

## Defloracja

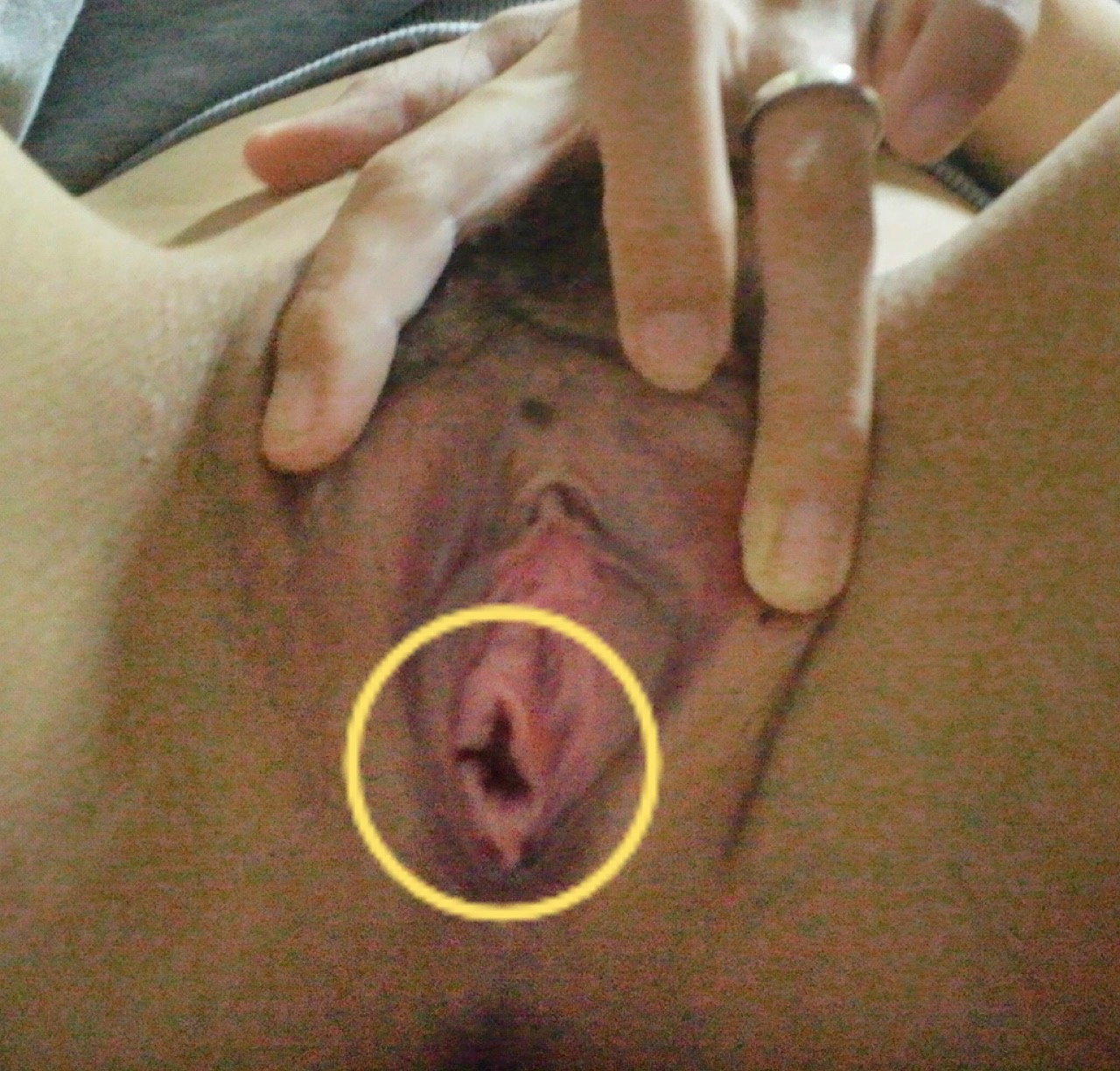

Historycznie uważano, że pierwszy stosunek seksualny z konieczności powodował uraz błony dziewiczej i zawsze prowadził do jej „przerwania” lub rozerwania, co powodowało krwawienie. Jednak badania na temat kobiet w społecznościach zachodnich wykazały, że krwawienie podczas pierwszego dobrowolnego stosunku płciowego nie zawsze się zdarza lub jest mniej powszechne niż brak krwawienia. W jednym z badań międzykulturowych nieco ponad połowa wszystkich kobiet zgłosiła występowanie krwawienia podczas pierwszego stosunku płciowego, przy czym poziom bólu i krwawienia był istotnie różny w zależności od ich miejsca pochodzenia.
W kilku badaniach nad nastoletnimi ofiarami gwałtów, w których pacjenci byli badani w szpitalu po napaści na tle seksualnym, co najwyżej połowa spośród dziewic, które padły ofiarą gwałtu, doznała uszkodzenia błony dziewiczej. Rozdarcia błony dziewiczej występowały w mniej niż jednej czwartej przypadków. Jednakże w przypadku dziewic prawdopodobieństwo urazów błony dziewiczej było znacznie większe niż u kobiet niebędących dziewicami.
Uraz błony dziewiczej może zagoić się bez widocznych oznak urazu. Badanie obserwacyjne nastoletnich ofiar napaści na tle seksualnym wykazało, że większość uszkodzeń błony dziewiczej zagoiła się bez żadnych widocznych oznak jej naruszenia.
Uraz błony dziewiczej rzekomo może wystąpić w wyniku różnych innych zachowań, takich jak stosowanie tamponu lub kubeczka menstruacyjnego, badania z użyciem wziernika, masturbacja, gimnastyka lub jazda konna, chociaż rzeczywiste występowanie urazów w wyniku tych działań jest nieznane.

## Znaczenie kulturowe
Często błonie dziewiczej jest przypisywane ważne znaczenie kulturowe w niektórych społecznościach ze względu na jej skojarzenie z dziewictwem u kobiety. W tych kulturach nienaruszona błona dziewicza jest wysoko ceniona w małżeństwie z powodu przekonania, że jest to dowód dziewictwa. Z tego powodu niektóre kobiety poddają się zabiegowi chirurgicznego odtworzenia błony dziewiczej.
W październiku 2018 roku Rada Praw Człowieka ONZ, ONZ Kobiety i Światowa Organizacja Zdrowia (WHO) stwierdziły, że należy zaprzestać testów dziewictwa, ponieważ jest to bolesna, upokarzająca i traumatyczna praktyka, stanowiąca przemoc wobec kobiet. 

## Krytyka terminu
Norweskie ministerstwo zdrowia postanowiło zastąpić termin „błona dziewicza” (norw. jomfruhinnen) innym wyrażeniem. Zamiast niego pojawił się termin skjedekrans, co w języku polskim można oddać jako „wieniec waginalny” lub „fałdka pochwowa”. W 2017 roku nowe określenie stało się częścią oficjalnej terminologii medycznej.
W debacie publicznej postawiono pytanie, czy norwescy lekarze mają prawo stosować procedurę sprawdzania dziewictwa na życzenie pacjentek (lub ich rodziców). Ministerstwo Zdrowia odpowiedziało, iż taka procedura nie może zostać wprowadzona: „Nie jest możliwym udowodnienie, iż kobieta odbyła lub nie odbyła stosunku seksualnego za pomocą badania tak zwanej «błony dziewiczej»” – wydało decyzję ministerstwo. „To, co wielu nazywa «błoną dziewiczą», żadną błoną nie jest”.
Ministerstwo wyjaśniło, iż kształt tego fałdu śluzówki jest tak różnorodny u poszczególnych kobiet, że wbrew wcześniejszym twierdzeniom nie można oczekiwać, iż każda kobieta będzie krwawić podczas pierwszego stosunku. Tym samym nazwę „błona dziewicza” uznano za wprowadzającą w błąd. Chodzi o to, że istnieją dziewice niemające tego widocznego czy wyczuwalnego fałdu błony śluzowej, jak też kobiety, które, choć odbyły stosunek seksualny, nawet wielokrotnie, wciąż go posiadają.